# 幸手市立さくら小学校
幸手市立さくら小学校（さってしりつ さくらしょうがっこう）は、埼玉県幸手市大字幸手にある公立小学校。

## 概要
- 本校は、幸手東小学校と緑台小学校が統合し、設立された学校である。

## 沿革
- 2005年（平成17年）4月1日 - 幸手東小学校と緑台小学校が統合し、さくら小学校開校。
- 2012年（平成24年）4月1日 - 特別支援学級（知的）開設。
- 2018年（平成30年）6月 - この月から9月まで、トイレ大規模改修工事実施（洋式化）。

## 通学区域
- 東（1丁目～5丁目）、緑台（1丁目・2丁目）、大字幸手の一部（国道4号の東側で、さかえ小学校の学区を除く）、大字上吉羽の一部（県道惣新田幸手線の北側かつ市道1523号線の西側及び県道惣新田幸手線の南側かつ市道1531号線の西側の区域）[1][2]。

## 主な進学先
- 幸手市立幸手中学校

## 周辺
- 永井歯科
- 幸手教会
- 日本保健医療大学幸手北キャンパス
- 幸手市立児童館
- 幸手市立武道館
- ヤオコー幸手店

## アクセス
- 朝日自動車「日本保健医療大学幸手北キャンパス」バス停下車後。徒歩約200m・約3分。
- 東武鉄道日光線幸手駅から、上述の路線バスで、「日本保健医療大学幸手北キャンパス」バス停まで、21～22分、下車後徒歩。
- 圏央道幸手ICから、車で約2.5km・約4分。